# Xenocopsychus ansorgei
Xenocopsychus ansorgei е вид птица от семейство Muscicapidae, единствен представител на род Xenocopsychus. Видът е почти застрашен от изчезване.

## Разпространение
Видът е разпространен в Ангола и Намибия.